# ML
ML (Meta Language) — семейство строгих языков функционального программирования с развитой параметрически полиморфной системой типов и параметризуемыми модулями. Подобная система типов была раньше предложена Роджером Хиндли в 1969 году и сейчас часто называется системой Хиндли-Милнера. Языки данного семейства в большинстве своём не являются чистыми функциональными языками, так как включают и императивные инструкции (но есть исключения — например, Manticore). ML преподаётся во многих западных университетах (в некоторых даже как первый язык программирования).

## Предпосылки и история языка
В 1963 году Джон Алан Робинсон реализовал метод автоматического доказательства теорем, получивший название «принцип резолюции». Идея этого метода принадлежит Эрбрану; она была предложена в 1930 году. Робинсон разработал эффективный с вычислительной точки зрения алгоритм унификации, являющийся основой метода. 
В 1969 году Дана Скотт распространил меморандум, официально не опубликованный до  1993 года. В меморандуме была предложена дедуктивная система Logic for Computable Functions (LCF) - "логика для вычислимых функций". Одноименную систему, предназначенную для автоматизации доказательства теорем, в начале 1970-х годов начали разрабатывать Робин Милнер и его сотрудники в Стэнфорде и Эдинбурге.
Первая версия языка ML была разработана как внутренний язык этой системы. Как стало понятно пользователям системы, язык хорошо подходил и в качестве языка программирования общего назначения. Это повлекло последующее появление большого числа его реализаций.

## Особенности
В основе строгой и статической системы типов языка лежит лямбда-исчисление, к которому добавлена строгая типизация. Строгая система типов дает возможности для оптимизации, поэтому вскоре появляется компилятор языка. В системе типов Хиндли-Милнера ограниченно полиморфная система типов, где большинство типов выражений может быть выведено автоматически. Это даёт возможность программисту не описывать явно типы функций, но сохранить строгий контроль типов.
ML является интерактивным языком. Каждое введённое предложение анализируется, компилируется и исполняется, и значение, полученное в результате исполнения предложения, вместе с его типом выдаётся пользователю. В языке поддерживается обработка исключительных событий.

## Примеры
Вычисление факториала на ML:
```
fun
 
fac
(
n
)
 
=
 
if
 
n
 
=
 
0
 
then
 
1
 
else
 
n
 
*
 
fac
(
n-
1
);

```

Хорошим примером, позволяющим оценить выразительную силу ML, служит реализация троичных деревьев поиска:
```
type
 
key
 
=
 
Key
.
ord_key

type
 
item
 
=
 
Key
.
ord_key
 
list

datatype
 
set
 
=
 
LEAF
 
|
 
NODE
 
of
 
{
 
key
:
 
key
,
 
lt
:
 
set
,
 
eq
:
 
set
,
 
gt
:
 
set
 
}

val
 
empty
 
=
 
LEAF

exception
 
AlreadyPresent

fun
 
member
 
(_,
 
LEAF
)
 
=
 
false

  
|
 
member
 
(
h::t
,
 
NODE
 
{
key
,
lt
,
eq
,
gt
})
 
=

      
(
case
 
Key
.
compare
 
(
h
,
 
key
)
 
of

            
EQUAL
   
=>
 
member
(
t
,
 
eq
)

          
|
 
LESS
    
=>
 
member
(
h::t
,
 
lt
)

          
|
 
GREATER
 
=>
 
member
(
h::t
,
 
gt
)
 
)

  
|
 
member
 
([],
 
NODE
 
{
key
,
lt
,
eq
,
gt
})
 
=

      
(
case
 
Key
.
compare
 
(
Key
.
sentinel
,
 
key
)
 
of

            
EQUAL
   
=>
 
true

          
|
 
LESS
    
=>
 
member
([],
 
lt
)

          
|
 
GREATER
 
=>
 
member
([],
 
gt
)
 
)

fun
 
insert
(
h::t
,
 
LEAF
)
 
=
 
NODE
 
{
 
key
=
h
,
 
eq
 
=
 
insert
(
t
,
 
LEAF
),
 
lt
=
LEAF
,
 
gt
=
LEAF
 
}

  
|
 
insert
([],
 
LEAF
)
   
=
 
NODE
 
{
 
key
=
Key
.
sentinel
,
 
eq
=
LEAF
,
 
lt
=
LEAF
,
 
gt
=
LEAF
 
}

  
|
 
insert
(
h::t
,
 
NODE
 
{
key
,
lt
,
eq
,
gt
})
 
=

      
(
case
 
Key
.
compare
 
(
h
,
 
key
)
 
of

            
EQUAL
   
=>
 
NODE
 
{
key
=
key
,
 
lt
=
lt
,
 
gt
=
gt
,
 
eq
=
insert
(
t
,
 
eq
)}

          
|
 
LESS
    
=>
 
NODE
 
{
key
=
key
,
 
lt
=
insert
(
h::t
,
 
lt
),
 
gt
=
gt
,
 
eq
=
eq
}

          
|
 
GREATER
 
=>
 
NODE
 
{
key
=
key
,
 
lt
=
lt
,
 
gt
=
insert
(
h::t
,
 
gt
),
 
eq
=
eq
}
 
)

  
|
 
insert
([],
 
NODE
 
{
key
,
lt
,
eq
,
gt
})
 
=

      
(
case
 
Key
.
compare
 
(
Key
.
sentinel
,
 
key
)
 
of

            
EQUAL
   
=>
 
raise
 
AlreadyPresent

          
|
 
LESS
    
=>
 
NODE
 
{
key
=
key
,
 
lt
=
insert
([],
 
lt
),
 
gt
=
gt
,
 
eq
=
eq
}

          
|
 
GREATER
 
=>
 
NODE
 
{
key
=
key
,
 
lt
=
lt
,
 
gt
=
insert
([],
 
gt
),
 
eq
=
eq
}
 
)

fun
 
add
(
l
,
 
n
)
 
=
 
insert
(
l
,
 
n
)
 
handle
 
AlreadyPresent
 
=>
 
n

```

Для задачи поиска строки в словаре троичное дерево поиска сочетает молниеносную скорость префиксных деревьев с экономичностью двоичных в отношении памяти. Реализация на ML отличается компактностью и самодокументируемостью за счёт использования алгебраических типов, сопоставления с образцом, правила «последнее выражение в исполнимой цепочке является результатом всей функции» и возможности строить объекты агрегатных типов без предварительных объявлений. Также она отличается доказанной корректностью — в частности, исключением утечек памяти, характерных для Си / C++; или риска допущения ошибок в исходном коде, приводящих к зацикливанию программы с лавинообразным поглощением памяти, характерных для динамически типизируемых языков.
Система типов Хиндли — Милнера обеспечивает языкам высокий потенциал к оптимизации, так что снижение трудоёмкости и повышение стабильности программ является «бесплатным» (без потери эффективности) при условии наличия оптимизирующего компилятора (таких как OCaml или MLton).